# Ermolao Barbaro il Vecchio
Ermolao Barbaro detto il Vecchio (Venezia, 1410 – Venezia, 1471) è stato un umanista e vescovo cattolico italiano.
(Vespasiano da Bisticci, Vite di uomini illustri del secolo XV)

## Biografia
Ancora bambino cominciò a studiare lettere greche con Guarino Veronese, e il successo di quest'accoppiata allievo-maestro fu tale che a soli 12 anni tradusse in latino 33 favole di Esopo.
Fece poi i suoi studi universitari a Padova dove si laureò nel 1425.
Successivamente si trasferì a Roma dove entrò al servizio della cancelleria papale.
La sua carriera nella curia romana fu così fulminea che nel 1435 Eugenio IV lo nominò protonotario apostolico e, nel 1443, gli concesse la diocesi di Treviso.
Il rapporto con il pontefice, però, si interruppe bruscamente nel 1447 quando, dopo che gli era stata promessa la nomina a vescovo di Bergamo, il papa assegnò il posto a Polidoro Foscari.
Lasciò Roma e viaggiò per l'Italia ma, dopo una serie di peregrinazioni, tornò a lavorare in curia e ci rimase fino al 1453. Si trasferì poi a Verona dove Niccolò V lo aveva designato vescovo e dove si sistemò in pianta stabile, tranne una breve parentesi a Perugia, dal 1460 al 1462, come governatore.
Messer Ermolao Barbaro, gentiluomo viniziano, fu fatto vescovo di Verona da papa Eugenio [sic], per le sue virtù. Ebbe notizia di ragione canonica e civile, ed ebbe universale perizia di teologia, e di questi istudi d'umanità; ed ebbe nello scrivere ottimo stile. Fu di buonissimi costumi, e nel tempo di papa Eugenio [sic] si ritornò a Verona al suo vescovado, e attese con ogni diligenza alla cura, e vi accrebbe assai e onorò e multiplicò il culto divino. Era umanissimo con ognuno. Ridusse nel suo tempo il vescovado in buonissimo ordine, così nello spirituale come nel temporale. Aveva in casa sua alcuni dotti uomini, in modo che sempre vi si disputava o ragionava di lettere; ed era la sua casa governata, come si richiede una casa d'uno degno prelato. S'egli compose (che credo di sì) non ho notizia alcuna.
Compose. Nulla se ne ha alle stampe trattane qualche lettera, ma più opuscoli manoscritti se ne hanno in alcune biblioteche, e fra essi la traduzione della Vita di S. Anastasio scritta da Eusebio di Cesarea.

## Opere
(alcune moderne edizioni italiane)
- Ermolao Barbaro il Vecchio, Orationes contra poetas. Epistolae, edizione critica a cura di Giorgio Ronconi. 16 × 24 cm, pp. VIII+186. Firenze, Sansoni, 1972. Pubblicazioni della Facoltà di Magistero dell'Università di Padova.
- Ermolao Barbaro il Vecchio, Aesopi Fabulae, a cura di Cristina Cocco. 22 cm, pp. 186. Genova, D.AR.FI.CL.ET., 1994. Trad. italiana a fronte.
- Hermolao Barbaro seniore interprete, Aesopi fabulae, a cura di Cristina Cocco, 25 cm, pp. 155, Firenze, Sismel-Edizioni del Galluzzo, 2007. Il ritorno dei classici nell'umanesimo. Edizione nazionale delle traduzioni dei testi greci in età umanistica e rinascimentale. ISBN 9788884502506.